# Сие
Сие (англ. Sie (Sye)), или эроманга (Erromangan), — основной язык, на котором говорят на острове Эроманга (англ. Erromango), принадлежащем Вануату. Другие языки острова Эроманга считаются вымершими.

## Генетическая информация
Язык сие относится к южновануатской ветви южноокеанийской подгруппы малайско-полинезийской ветви австронезийской семьи языков. На нём говорит чуть менее двух тысяч человек на острове Эроманга, одном из крупнейших островов, входящих в состав Вануату.

## Социолингвистическая информация
По данным Ethnologue, в 2001 году у сие было 1900 носителей. Несмотря на относительно большую площадь острова Эроманга (887 км²), жителей на нём не так много. Раньше остров был более богат лингвистически, однако остальные языки перестали звучать на нём. Возможно, очень похожие на них сохранились на соседнем острове Танна.
В 19 веке из-за сильного сокращения численности населения острова Эроманга произошла перестройка языковой картины.
Язык сейчас скорее однороден, на разных концах острова наблюдаются небольшие различия.

## Типологическая характеристика

### Тип выражения грамматических значений
Сие — синтетический язык, в нём широко развита глагольная префиксация и аффиксация вообще.
[Crowley 1998: 128]
Kem-nompurac-lap.
2SG:PRES-MR:work-CONT

'You are still working.'
Некоторые категории, например, категория определённости, выражены частицами. Таких сильно меньше, чем глагольных категорий, выраженных аффиксами.
[Crowley 1998: 144]
Yocotuchi (<yaco-etu-ocdh-i) hai neteme
1SG:RECPAST-NEG-BR:see-CONST INDEF person

'I didn’t see anybody'

### Характер границы между морфемами
Поскольку сие разрешает многие кластеры согласных, часто морфемные швы остаются нетронутыми.
[Crowley 1998: 120]
Kole-hac m-n-omonki hai nunau.
1PL.INCL:FUT-ascend and-ClT-drink INDEF tea
'Let’s go up and drink some tea.'

На некоторых морфемных швах происходят сандхи и местами частичная фузия, поэтому язык находится в переходной стадии между агглютинативным и фузионным характерами морфемных границ.
[Crowley 1998: 144]
Yocotuchihai (<yaco-etu-ocoh-i-hai) neteme.
1SG:RECPAST-NEG-BR:see-CONST-EMPH person

'I didn't see the person at all'

### Локус маркирования

#### В посессивной именной группе
В зависимости от способа будет разный ответ про маркирование: неясно какое (частица) для свободных существительных (free nouns), вершинное для связанных существительных (bound nouns).
В сие есть два способа выразить посессивность.
Со свободными существительными: с помощью частиц en, hen, ihen (активное неотчуждаемое), iran (удалённое неотчуждаемое). Разница между первыми тремя не выяснена, в речи чаще употребляет более короткая из них. Порядок слов: обладаемое, маркер, обладатель. Поскольку со связанными существительными маркирование вершинное, можно предположить, что частицы en, hen, ihen, iran относятся к обладаемому, хотя вершинное маркирование в языках встречается реже, чем зависимостное.
[Crowley 1998: 172]
nimo en natmonuc
house POSS chief
'the chief’s house'
nimo ihen ovatmonuc
house POSS PL:chief

'the chiefs’ house'
netpolu iran nompcahi
stomach POSS pig

'the pig’s (removed) stomach'
Со связанными существительными: посессор расположен сразу после вершины, на обладаемом показатель посессивности.
[Crowley 1998: 172—173]
nompu-n natmonuc
head-CONST chief
'the chief’s head'
noru-n retpu-g meveh
hand-CONST wife-1SG right

'my wife’s right hand'

#### В предикации
В сие есть как вершинное, так и нулевое маркирование в предикации: лицо и число субъекта и прямого объекта кодируются в глаголе, в то время как косвенный объект не кодируется в глаголе и не имеет на себе показателей синтаксической роли.
Субъект кодируется кумулятивно с временными категориями. За это отвечает глагольный префикс.
[Crowley 1998: 77-78]
c-aruvo
3SG:RECPAST-BR:sing
'(s)he has just sung'
yam-ovy-aruvo
1SG:DISTPAST-BR:DESID-BR:sing

'I wanted to sing'
[Crowley 1998: 201]
Ovon kuri nduchi (<ndu-ocoh-i) hai sanwis nmah.
PL dog 3PL:DlSTPAST-BR:see-CONST INDEF wild.boar big

'The dogs saw a big wild boar.'

### Тип ролевой кодировки в предикации
Поскольку подлежащее одноместного глагола кодируется там же, где и подлежащее двуместного глагола, ролевая кодировка аккузативная.
[Crowley 1998: 205]
Ovoteme ndu-taru itnohog.
PL:person 3PL:DlSTPAST-BR:think very.much

'The people thought very much.'
[Crowley 1998: 201]
Nompcahi y-omol.
pig 3SG:DlSTPAST-BR:fall

'The pig fell down.'
[Crowley 1998: 201]
Ovon kuri nduchi (<ndu-ocoh-i) hai sanwis nmah.
PL dog 3PL:DlSTPAST-BR:see-CONST INDEF wild.boar big

'The dogs saw a big wild boar.'

### Базовый порядок слов
Базовый порядок слов — SVO.
[Crowley 1998: 201]
Ovon kuri nduchi (<ndu-ocoh-i) hai sanwis nmah.
PL dog 3PL:DlSTPAST-BR:see-CONST INDEF wild.boar big

'The dogs saw a big wild boar.'

## Интересные факты
- В сие разрешены некоторые дву- и трёхфонемные консонантные кластеры на стыке морфем.

|    | ɣ | n | ŋ | l | r | w | y |
| -- | - | - | - | - | - | - | - |
| mp | + | + | + | + | + | + | + |
| nt | - | - | - | - | + | - | - |
| ŋk | - | - | - | + | + | - | - |
| nr | - | - | + | - | - | + | - |

- В сие есть отчуждаемая и неотчуждаемая принадлежность.

[Crowley 1998: 181]
savi enyau
picture POSS:1SG
'my picture (of something)'
savi ira-g
picture POSS:1SG

'my picture (that is a picture of me)' 
- В сие есть свободные существительные (free nouns) и связанные (bound nouns). В зависимости от типа существительного местоименная посессивность будет выражаться по-разному: суффикс для неотчуждаемой, постпозитивное притяжательное местоимение для отсуждаемой.

nompu-m 'your head', nimo enogkik 'your house'. [Crowley 1998: 66]
- У местоимений в первом лице есть инклюзивные и эксклюзивные формы. В некоторых контекстах сие различает дуалис.
- Для некоторых слов работает редупликация как способ словообразования. В эроманга она менее распространена, чем в океанийских языках в целом. Регулярной частичной редупликации нет, а полная зафиксирована.

/arap-arap/ 'get.dark-REDUP' > /aravarap/ 'begin to get dark',

/tantop/ 'long' > /tantoptantop/ 'very long', /ilar/ 'shine' > /ilarilar/ 'shine brightly'. [Crowley 1998: 34]
- Вообще в сие нет конкретного показателя переходности: некоторые глаголы, например omonki 'пить', могут употребляться как переходно, так и непереходно, не изменяя своей формы.

- В некоторых переходных глаголах кодируются оба актанта, причём объект обязательно кодируется после корня глагола. Они разбиваются на глаголы c простыми суффиксами (plain object suffixes) и с посессивными суффиксами (possessive object suffixes).

В некоторых же нет внутреннего показателя для объекта. Границу между этими глаголами не удаётся провести ни по семантическим, ни по фонологическим критериям. 
Possesive Object Suffixes [Crowley 1998: 123—124]
kokwo-natovni-nd
1DL.lNCL:FUT-MR:name-3PL

'we will name them'
- Рефлексив кодируется внутри глагола как объект, совпадающий по числу и лицу с субъектом.[Crowley 1998: 126] Orwog-kik! 2SG:IMP-BR:wash-2SG 'Wash yourself!'

Из-за этого в 3 лице единственного числа есть неоднозначность: можно читать как с рефлексивом, так и с прямым дополнением
[Crowley 1998: 126]
Yochi (<yi-ocoh-i).
3SG:DISTPAST-BR:see-3SG
'(S)he saw himself/herself.'

'(S)he saw him/her.'
- Во множественном числе во втором и третьем лице объект маркируется клитикой, которая образует один клитический комплекс с глаголом.

[Crowley 1998: 190]
Y-etipe iror.
3SG:DlSTPAST-BR:appoint 3PL

'(S)he appointed them.'

## Список сокращений
PRES — present
MR — modified root
CONT — continuative
SG — singular
RECPAST — recent past
NEG — negative
BR — basic root
CONST — construct suffix
INDEF — indefinite
PL — plural
INCL — inclusive
FUT — future
ClT — citation root
EMPH — emphatic
POSS — possessive constituent
DISTPAST — distant past
DESID — desiderative
DAT — dative
DL — dual
IMP — mperative
REDUP — reduplication
1, 2, 3 — показатели лица